# Gran Marcha de los elfos
La Gran Marcha de los Elfos es un evento del universo de J. R. R. Tolkien, ocurrió durante las Edades de los Árboles y comienza cuando los tres embajadores (Ingwë, Finwë y Elwë) de los Quendi regresan de Aman y motivan a sus pueblos para que emprendan el viaje a las Tierras Imperecederas, pues la luz de los Dos Árboles y la bendición de los Valar les parecieron la mejor opción para todos ellos.

División de los quendi (elfos).

Después de despertar junto al lago Cuiviénen, y de ser descubiertos por los Valar, una vez que estos vencieron a Melkor y destruyeron su fortaleza de Utumno, convocaron a los Elfos a ir a vivir junto con ellos en el Oeste, más allá de la Tierra Media (Endor) y el Gran Mar (Belegaer). Una vez que sus embajadores optaron por apoyar este camino, los Elfos emprendieron la Gran Marcha hacia Aman.
Sin embargo, no todos los Elfos accedieron a este camino, y se da entonces la primera Separación de los Elfos, cuando los renuentes, los Avari, deciden quedarse y no hacer caso a los Valar.
El resto comienza el camino siguiendo cada uno a sus líderes: a Ingwë lo siguió el pueblo de los Vanyar, el de menor número y el más dispuesto a emprender el viaje; a Finwë lo siguió el pueblo de los Noldor, de mayor número y también dispuestos a viajar; a Elwë lo siguió el pueblo de los Teleri, el más numeroso, por lo que también seguían al hermano de Elwë, Olwë. Este último tardó más en comenzar el viaje, y aunque estaban dispuestos al inicio de emprender el viaje, durante el mismo se detenían continuamente, maravillados por las nuevas cosas que iban conociendo de Endor y que era la primera vez que cualquier Elfo admiraba.
Al llegar al río Anduin y al Gran Bosque Verde, ante la perspectiva de cruzar las Montañas Nubladas (Hithaeglir), sucede la segunda Separación de los Elfos, cuando de los elfos Teleri algunos se quedan, decidiendo que las Montañas eran muy altas como para ser cruzadas y prefiriendo los bosques y los árboles. Esta parte de los Teleri en adelante se llamaron los Nandor, los elfos del bosque. El resto de los Teleri, que iban más atrás de los Vanyar y los Noldor, llegaron a la tierra de Eriador (al oeste de las Hithaeglir) cuando los primeros pueblos ya habían cruzado las Montañas Azules (Ered Luin) hacia la tierra de Beleriand, los cuales se detuvieron en su parte occidental, ante el asombro y el miedo de conocer el mar, Belegaer.

Gran Marcha de los elfos, según quedó percibida tras el exilio de los Noldor.

Los Teleri cruzaron las Ered Luin más tarde y se establecieron en la parte oriental de Beleriand. Desde ahí, Elwë de los Teleri cruzaba los bosques para visitar a su muy cercano amigo Finwë de los Noldor. Pero sucedió que un día, mientras caminaba por el bosque, Elwë se perdió, y por entonces nadie supo por qué. Llegó el momento en que los Valar convocaron de nuevo a los elfos, y Vanyar y Noldor se embarcaron como les indicaron en la Bahía de Balar, sobre un pedazo de tierra que los Valar convirtieron en isla flotante, que los transportó hacia las Tierras Benditas, donde se establecieron primeramente en Eldamar, en el monte Túna, donde fundaron la ciudad de Tirion. Posteriormente los Vanyar se fueron a vivir a la ciudad de Valmar, en el valle de Valinor, junto a los Valar, y los Noldor quedaron como dueños de Tirion.
Mientras tanto, Finwë urgía a los Valar a regresar por los Teleri, y por su amigo Elwë, que se habían quedado atrás. Pero los Teleri abarcaron todo Beleriand, en busca de su rey, y conocieron el mar, del cual se enamoraron y se hicieron amigos de Ossë, un maia de Ulmo encaragado de la fuerza de las olas y de los mares agitados. Ahí los Teleri se convirtieron en los Falmari, los elfos del mar. Mientras tanto, algunos Teleri querían seguir el viaje, y tomando a Olwë como rey, urgieron a los Valar para que los llevaran a Aman, a lo cual accedieron regresando la isla flotante a Beleriand. Ossë convenció a algunos para que se quedaran en Beleriand, a donde Ossë prefería estar, y en la costa de las Falas, Círdan el Carpintero de Barcos se convirtió en el líder de los Falathrim, los que se quedaron, convencidos por Ossë. Mientras tanto, los Teleri que decidieron esperar a que apareciera Elwë, se autonombraron los abandonados.
Los Teleri de Olwë se embarcaron en la isla que los transportó hacia Aman, pero un pequeño pedazo de la isla quedó para siempre anclado en el mar, y se convirtió en la isla de Balar. La isla que transportó a los Teleri quedó a poca distancia de Aman, pero no llegó hasta la Tierra Bendita, pues Ossë la detuvo ahí mismo, y Ulmo accedió, pues él hubiera preferido que los Elfos permanecieran en Endor desarrollándose por sí mismos sin la intervención de los Valar. Sin embargo los Valar pidieron a Ulmo que llevara a los Teleri a Aman, y luego de varios años, Ossë terminó accediendo a enseñarles a construir barcos para moverse por el mar (lo mismo que hizo con los Teleri de Endor), y así los Teleri terminaron estableciéndose en Aman, pero no se adentraron demasiado en el continente, sino que permanecieron en la costa, del lado donde las montañas Pelóri no permitían el paso de la luz de los Dos Árboles, y los Valar abrieron un paso para que al menos un poco de esa luz llegara a los Teleri, el Calacirya. Los Teleri se establecieron en la costa de Eldamar, y fundaron la ciudad portuaria de Alqualondë, donde se recreaban navegando y contactando de vez en cuando con Ossë, su amigo. Sin embargo, a Finwë le entristeció enterarse de que Elwë no venía con los Teleri, y que tendría que pasar mucho tiempo antes de volver a verlo, pues los Valar ya no accedieron a volver a ir por los Teleri que decidieron quedarse en Endor.
En Endor, Elwë terminó apareciendo, había quedado encantado al conocer a Melian, una Maia que vivía en Endor, y ambos se enamoraron. Elwë entonces se convirtió en Rey de todos los Elfos Teleri que quedaron en Beleriand, y con sabiduría, ayudado por la de su esposa Melian, y por la luz de los Árboles que él si había visto, gobernó a los Elfos que quedaron, y que en adelante no serían considerados exactamente como Elfos Oscuros, sino como Elfos Grises, los Sindar.
Años después llegaron a Beleriand algunos de los Nandor que tiempo atrás se habían quedado al otro lado de las Hithaeglir, liderados por Denethor, rodeando las montañas por el sur accedieron a Eriador y de ahí pasaron a Beleriand atravesando las Ered Luin. Se establecieron en el bosque de Ossiriand y se convirtieron en los Elfos Verdes (Laiquendi). Algunos de los Sindar viajaron al norte, a la región del lago de Mithrim, mientras que otros se establecieron por todo Beleriand. Elwë, a quien apodaban Singollo (Mantogrís), terminó siendo llamado Elu Thingol, en la lengua sindarin que los elfos grises desarrollaron desde entonces. El Rey vivía en el bosque de Doriath, en su capital Menegroth, junto con Melian.
Así termina la Gran Marcha de los Elfos, y la Separación de los Elfos queda definida de esta manera en las distintas razas y grupos de elfos de toda Arda.
- Datos: Q2396392